# Elin Pelin
Elin Pelin, bulharsky Елин Пелин, rodným jménem Dimitar Ivanov Stojanov, bulharsky Димитър Иванов Стоянов (8. červenec 1877, Bailovo – 3. prosinec 1949, Sofie) byl bulharský spisovatel. Představitel realismu a vesnické prózy, proslul krátkými humorně laděnými povídkami (mj. Gerakové) i tvorbou pro děti a mládež (Jan Bijibán, Strýček Pejo). Od roku 1941 byl akademikem Bulharské akademie věd.
Slovo Pelin, které si zvolil jako pseudonym, znamená v bulharštině pelyněk.
Od roku 1950 se po něm v Bulharsku jmenuje město (dříve Novoselci).
V anketě Velcí Bulhaři (Великите българи), kterou roku 2006 uspořádala bulharská veřejnoprávní stanice BNT (Българска национална телевизия), a jejímž cílem bylo určit největší osobnost bulharských dějin, skončil na 67. místě.